# Изюмка
Изюмка — река в России, протекает в Республике Марий Эл. Устье реки находится в 38 км от устья Ировки по правому берегу. Длина реки составляет 39 км, площадь водосборного бассейна — 248 км². В реку впадают два притока Салтачка и Визимка, бо́льшая часть реки относится к пересыхающим.

## Данные водного реестра
По данным государственного водного реестра России относится к Верхневолжскому бассейновому округу, водохозяйственный участок реки — Волга от Чебоксарского гидроузла до города Казань, без рек Свияга и Цивиль, речной подбассейн реки — Волга от впадения Оки до Куйбышевского водохранилища (без бассейна Суры). Речной бассейн реки — (Верхняя) Волга до Куйбышевского водохранилища (без бассейна Оки).
Код объекта в государственном водном реестре — 08010400712112100001623.